# Roncesvales
Roncesvales (em castelhano: Roncesvalles; em basco: Orreaga, em aragonês: Ronzesbals; em francês: Roncevaux) é um município da Espanha na província e comunidade foral (autónoma) de Navarra. Tem 15,28 km² de área e em 2021 tinha 19 habitantes (densidade: 1,2 hab./km²). Situa-se na margem do rio Urrobi a uma altitude de cerca de 900 m, nos Pirenéus, a 4 km em linha reta da fronteira com França, ou a 21 km por estrada.
Roncesvales é famosa na sua história e tradição pela derrota de Carlos Magno e pela morte de Rolando (ou Roldão) em 778, durante a batalha de Roncesvales, onde a retaguarda de Carlos Magno foi destruída pelas tribos bascas.
A pequena colegiada contém várias relíquias curiosas associadas a Rolando. A batalha terá ocorrido no vale denominado Valcarlos, hoje ocupado por uma aldeia com o mesmo nome, e no vizinho passo Ibañeta (passo de Roncesvales). Ambos são atravessados pela estrada a norte de Roncesvales que a liga a Saint-Jean-Pied-de-Port, no País Basco Francês.
Desde a Idade Média que esta colegiada tem sido local de descanso de peregrinos católicos que percorrem o Caminho de Santiago, uma vez que é o primeiro local de descanso após cruzar os Pirenéus Franceses. Todos os anos milhares de peregrinos começam o seu caminho até Santiago de Compostela em Roncesvales, numa distância de 756 km.
Também foi o local da Batalha de Roncesvales em 1813, durante a Guerra Peninsular.

## Demografia
| Variação demográfica do município entre 1991 e 2004 | Variação demográfica do município entre 1991 e 2004 | Variação demográfica do município entre 1991 e 2004 | Variação demográfica do município entre 1991 e 2004 |
| --------------------------------------------------- | --------------------------------------------------- | --------------------------------------------------- | --------------------------------------------------- |
| 1991                                                | 1996                                                | 2001                                                | 2004                                                |
| 35                                                  | 32                                                  | 28                                                  | 26                                                  |